# JESE
JESE(1997년 2월 10일 ~ )는 대한민국의 가수, 작곡가다. 2018년 싱글 [내가 아니라면]으로 데뷔했다.

## 방송
- 슈퍼밴드 (2019) - Top6(6위)
- 아시안탑밴드 (2020) - 한국 대표 선발전 Top10

## 음반
- 내가 아니라면 (2018)
- Kidult (2020)

## 기타 활동
- 제이문 - 불 (2018) - 작곡, 편곡

## 수상
- 신한카드 루키 프로젝트 금상 (2018)